# Galaxia enana elíptica

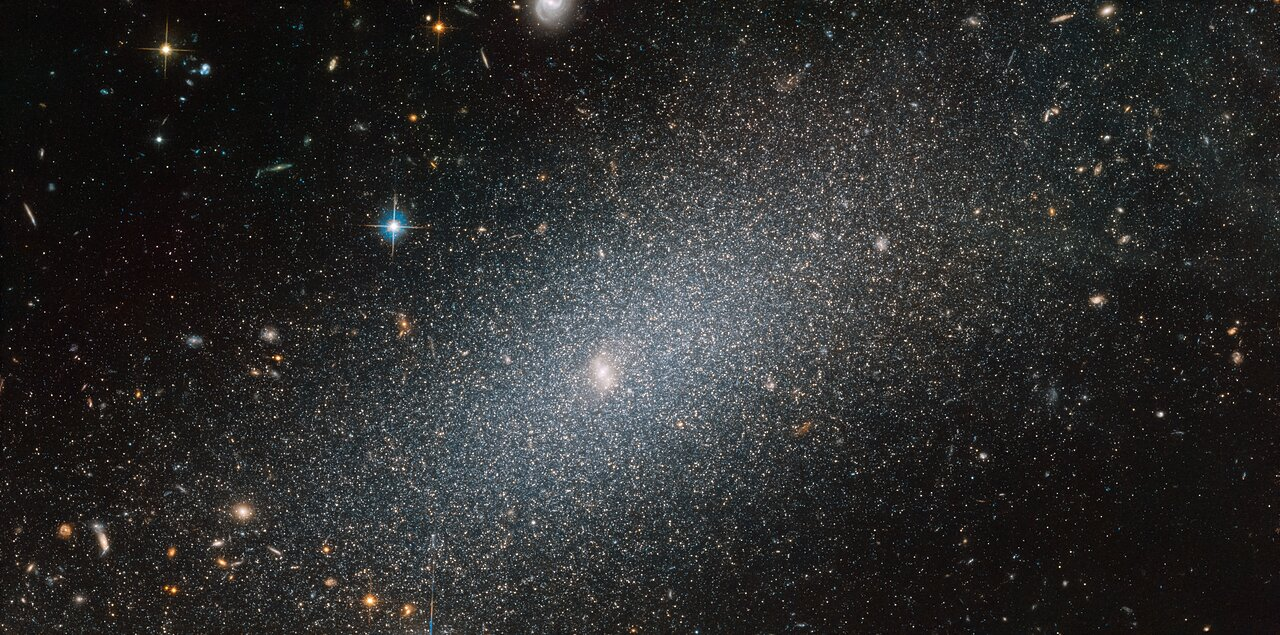
Galaxia enana elíptica PGC 29388

Una galaxia enana elíptica, o dEs, (Dwarf elliptical galaxy) es un tipo de galaxia elíptica más pequeña que las galaxias elípticas normales. Estas galaxias son bastante comunes en los grupos de galaxias  y, por lo general, son acompañantes de otras galaxias.

## Ejemplos
Este tipo de galaxias no debe confundirse con la clase de galaxias "elípticas compactas", de las cuales M32 es el prototipo. Walter Baade, en 1936, confirmó que las galaxias enanas elípticas NGC 147 y NGC 185 pertenecían al grupo local mediante la resolución en estrellas individuales gracias a su relativa cercanía. En la década de los años 1950, también se descubrieron cerca de los cúmulos de Fornax y Virgo.

## Comparación con las galaxias elípticas normales
Las galaxias enanas elípticas presentan magnitudes absolutas en el rango −18 mag < M < −14 mag, más débiles que las de las galaxias elípticas normales. Los perfiles de brillo superficial de estas últimas suelen ser aproximadas con modelo de Vaucouleur, en tanto que las dEs son aproximadas con un perfil de brillo que decrece exponencialmente. No obstante, ambos tipos encajan bien en la misma función general conocida como modelo de Sersic, y existe una continuidad del índice de Sersic -que cuantifica la forma del perfil de brillo superficial- como una función de la luminosidad de la galaxia. revelando que tanto las galaxias elípticas normales como las enanas elípticas pertenecen a una única secuencia. Las llamadas galaxias enanas esferoidales, que son parecidas a las galaxias elípticas y aún más débiles, puede que sean algo totalmente diferente.

## Origen
Las enanas elípticas puede que sean objetos primordiales. Dentro del modelo cosmológico aceptado Lambda-CDM, los objetos pequeños (consistentes en materia oscura y gas) fueron los primeros en formarse. Debido a su atracción gravitatoria mutua, algunos de ellos se fusionaron y mezclaron para formar objetos de mayor masa. Nuevas fusiones llevarían a objetos más masivos. Este proceso de acreción conduciría a las galaxias actuales y se le ha denominado "fusión jerárquica". Si esta hipótesis es correcta, las galaxias enanas podrían ser las piezas constructivas de las galaxias ordinarias.
Una propuesta alternativa es que las dEs pudieran ser los remanentes de galaxias espirales de poca masa que obtuvieron una forma redondeada por la acción de interacciones gravitacionales repetidas con galaxias normales dentro de un grupo de galaxias. Este proceso de cambio morfológico de una galaxia mediante la interacción y la remoción de la mayor parte de su disco estelar ha sido denominado "acoso galáctico". Se ha aducido la presencia de ramas espirales débiles y discos estelares en algunas dEs como prueba de esta hipótesis.
Por otra parte, la hipótesis del "acoso galáctico" no puede ser la explicación completa. La galaxia enana elíptica CG 611, que está sumamente aislada, presenta los mismos atributos físicos que las galaxias dEs de los cúmulos galácticos -como por ejemplo, la rotación y las ramas espirales débiles-. Estos atributos se habían establecido a priori como prueba de que las dEs habían sido galaxias espirales antes de sufrir el proceso de transformación implícito en su inmersión en un grupo de galaxias. CG 611 tiene un disco de gas que gira al contrario que su disco estelar. Esto revela claramente que el disco estelar de esta galaxia está creciendo por medio de procesos de acreción. Si CG 611 cayera en un cúmulo galáctico, la presión cinética (ram-pressure stripping) de la emisión de rayos X del caliente gas del halo galáctico despojaría a CG 611 del gas de su disco y quedaría una dEs pobre en gas, que se parecería inmediatamente  a las demás dEs del cúmulo. Es decir, se requeriría que no hubiera transferencia de estrellas ni cambio en la morfología de la galaxia dentro del entorno del cúmulo galáctico, socavandose así la idea de que las galaxias enanas elípticas fueran antes galaxias espirales.